# Валя-Ступіній
Валя-Ступіній (рум. Valea Stupinii) — село у повіті Прахова в Румунії. Входить до складу комуни Посешть.
Село розташоване на відстані 92 км на північ від Бухареста, 37 км на північ від Плоєшті, 148 км на захід від Галаца, 60 км на південний схід від Брашова.

## Населення
За даними перепису населення 2002 року у селі проживали 265 осіб, усі — румуни. Усі жителі села рідною мовою назвали румунську.